# 6411 Tamaga
6411 Tamaga este un asteroid care intersectează orbita planetei Marte.

## Descriere
6411 Tamaga este un asteroid care intersectează orbita planetei Marte. Asteroidul prezintă o orbită caracterizată de o semiaxă mare de 2,76 ua, o excentricitate de 0,42 și o înclinație de 28,6° în raport cu ecliptica.